# Souha Arafat
Pour les articles homonymes, voir Arafat et Tawil.
 (mars 2010).
Améliorez-le ou discutez des points à vérifier. 
Souha Arafat (en arabe : سهى عرفات), née Tawil (سهى طويل) le 17 juillet 1963 à Naplouse en Cisjordanie, est la veuve de Yasser Arafat, président de l'Autorité palestinienne.

## Biographie
Souha Tawil est née à Naplouse (Cisjordanie), dans une famille palestinienne de confession grecque-orthodoxe. Sa mère, Raymonda Tawil, est une journaliste connue dans les Territoires occupés et son père, Daoud Tawil, un banquier qui a fait ses études à Oxford. Elle fait ses études chez les religieuses catholiques du Rosaire de Beit Hanine, quartier de Jérusalem-Est. Elle rencontre chez sa mère, ainsi que ses sœurs, Yasser Arafat la première fois en 1985.
Souha Tawil rencontre à nouveau Arafat à Paris en 1989, alors qu'elle est étudiante à la Sorbonne et lui sert de traductrice dans des rencontres officielles. Elle devient ensuite sa secrétaire, alors qu'il est en exil à Tunis.
En 1990, elle se convertit à l'Islam et, quelques mois plus tard le 17 juillet 1990, elle épouse dans la foulée à Tunis le dirigeant palestinien Yasser Arafat, de trente-quatre ans son aîné. Une fille, Zahwa, est née de cette union en 1995 à Neuilly-sur-Seine.
Relativement impopulaire en Palestine, Souha Arafat vit dans un exil doré à Paris avec sa fille, depuis qu'a éclaté la seconde Intifada en 2000. Après le confinement de son mari dans son QG de Ramallah, la Mouqata'a, elle n'a consenti à une visite qu'en octobre 2004, lorsqu'a été connue la détérioration de l'état de santé du « raïs ».
Les projecteurs de l'actualité se sont braqués sur elle, après le transfert en France de son mari à l'hôpital militaire Percy de Clamart. De nombreux Palestiniens lui font grief du silence général observé sur l'état de santé réel du patient.
Certains commentateurs, tels qu'Hani Masri, vont jusqu'à prétendre, sans le moindre commencement de preuve, qu'il est selon eux possible que Souha Arafat, en accord avec les opposants aux accords d'Oslo, soit en train de préparer un putsch destiné à s'emparer du pouvoir politique aussitôt après la mort du vieux dirigeant.
D'autres, plus mesurés, rapportent simplement qu'elle serait « sur la même longueur d'onde » que Farouk Kaddoumi, responsable des Affaires étrangères au sein de l'OLP et opposant notoire aux accords d'Oslo.
Les derniers estiment enfin que le barrage imposé par Souha Arafat autour de son mari serait destiné à obtenir des garanties sur le maintien de son « luxueux train de vie » après la disparition du raïs, et rappellent que la justice française a ouvert une enquête sur le transfert soupçonné d’être illégal de 11,4 millions de dollars sur ses comptes bancaires.
Quoi qu'il en soit, une guerre des petites phrases s'est bel et bien installée, Souha Arafat accusant les dirigeants palestiniens de vouloir « enterrer vivant » son mari, tandis que ceux-ci lui font grief d'avoir « confisqué » le chef historique des Palestiniens, ainsi que son héritage.
Comme le souligne la députée palestinienne Hanane Ashraoui, de confession chrétienne et peu suspecte de sympathies envers Souha Arafat, « le droit français donne le pouvoir à Souha d'être la seule à décider [de l'étendue des informations à communiquer à l'extérieur] ».
Toutefois, il se murmure que la délégation palestinienne reçue mardi 9 novembre 2004 à l'Élysée par Jacques Chirac, président de la République française, et qui inclut Ahmed Qoreï, Premier ministre palestinien, Mahmoud Abbas, « numéro deux » de l'OLP, Nabil Shaath, ministre des Affaires étrangères et Rawhi Fattouh, président du Conseil législatif palestinien (Parlement), aurait reçu l'assurance de pouvoir accéder au chevet du dirigeant hospitalisé, quel que soit son état de santé. Certains commentateurs ont remarqué que la délégation avait été accueillie par Jacques Chirac lui-même sur le perron de l'Élysée ce qui, en temps ordinaire, ne se produit que pour des personnes ayant rang de chef d'État (et quelques rares exceptions, telles que l'accueil réservé à Bill Gates).
Souha Arafat habite ensuite Tunis, avec sa mère Raymonda Tawil, protégée par le pouvoir tunisien qui lui donne ainsi qu'à sa fille la nationalité tunisienne en septembre 2006. Elle y élève sa fille. Elle ne fait aucune déclaration officielle après la mort de Yasser Arafat et se retire de la vie politique, tout en gardant de nombreux contacts au plus haut niveau à travers le monde.
Le président Ben Ali la décore en 2001 des insignes du grand cordon de l'ordre de la République tunisienne, puis lui ôte sa nationalité tunisienne en août 2007 et l'expulse aussitôt de Tunisie, en lui confisquant tous ses biens. Il semble d'après WikiLeaks que les raisons soient une dispute avec Leïla Ben Ali, à propos d'une école privée de Tunis dont elles étaient copropriétaires. Elle se réfugie alors à Malte et s'installe à La Valette.
Après la révolution tunisienne du 14 janvier 2011, le tribunal de première instance de Tunis a émis le 31 octobre 2011 un mandat d'arrêt international contre elle pour corruption.